# Hantos László
Hantos László (Nagymagyar, 1910. július 9. – Budapest, 1983.) közgazdasági szakíró, publicista. 

## Élete
Budapesten közgazdasági egyetemet, Pécsett jogot végzett. Részt vett a két világháború közötti csehszlovákiai magyar ifjúsági mozgalmakban. Elsősorban közgazdasági írásokat publikált. A Hanza Szövetkezeti Újság főszerkesztője volt. A második világháború alatt Budapesten telepedett le, ahol előbb kutatóintézetekben dolgozott, majd könyvkiadói szerkesztő volt. 

## Művei
- 1936 A csehszlovákiai magyarság. Hitel 1936/4, 247-261.
- 1938 Gazdasági életünk húsz éve. In: Magyarok Csehszlovákiában 1918–1938.
- 1940 Magyar gazdasági élet.
- 1943 A mezőgazdasági ingatlanok elaprózódása.